# Fourvière
Pour l’article homonyme, voir Fourvière (funiculaire de Lyon).
Fourvière est la colline qui domine le centre de Lyon à l'ouest en rive droite de la Saône, et le quartier central de cette colline, dans le 5e arrondissement de la ville. Appelée la « colline qui prie » (l'autre colline de Lyon, celle de la Croix-Rousse, étant la « colline qui travaille ») et surnommée la « montagne mystique » par Jules Michelet, elle est le lieu de fondation de la colonie romaine de Lugdunum (dite « capitale des Trois Gaules ») sur le site d'un sanctuaire gaulois antérieur dédié au dieu Lug (Lugdunum signifiant « colline de Lug »).

## Toponymie
Le nom Fourvière est la francisation du toponyme francoprovençal Forviére qui descend en droite ligne d'un étymon latin foro vetĕre, ablatif de forum vetus, soit littéralement « au vieux forum », ce qui indique la présence d'un forum romain sur la colline.

## Situation

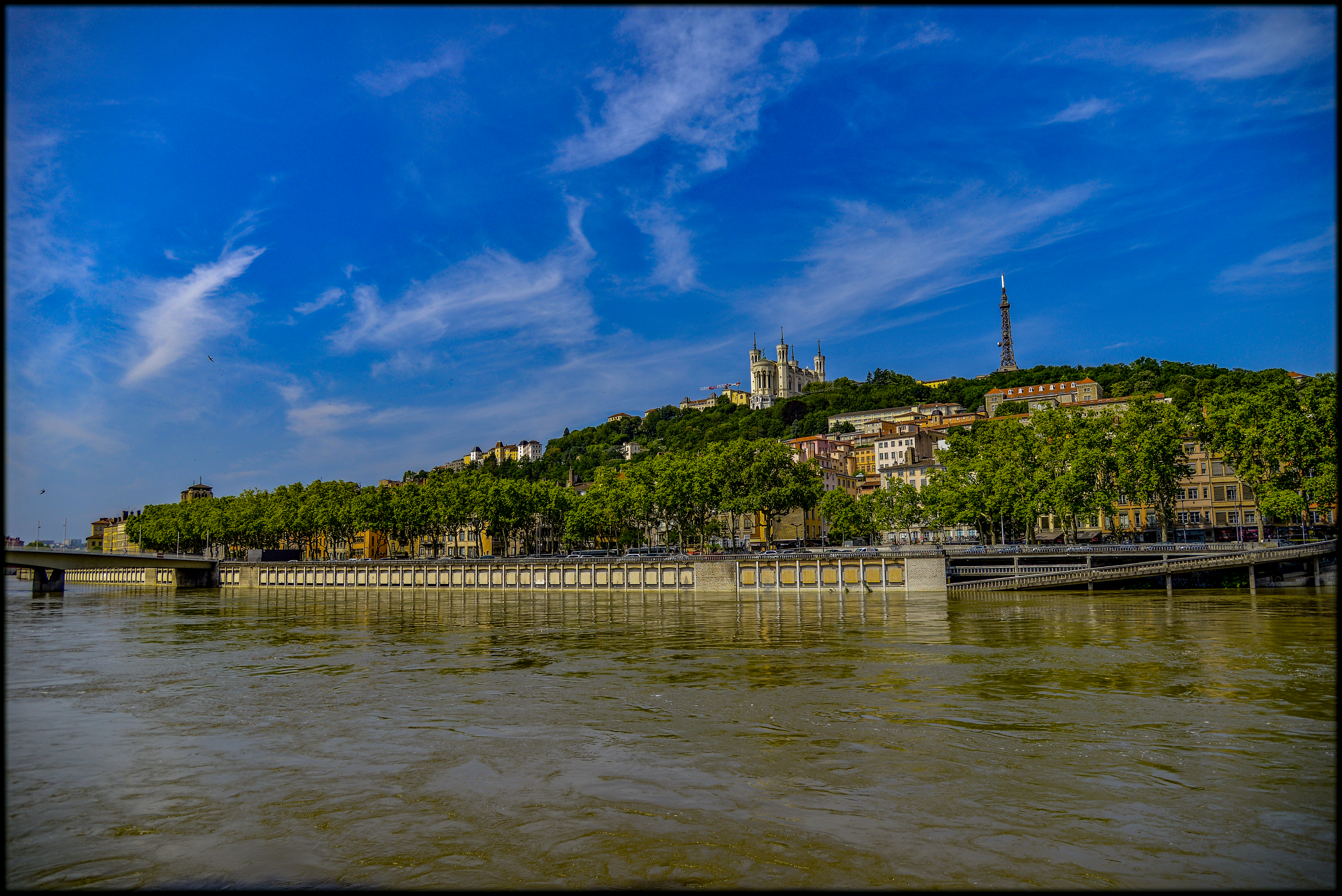
Panoramique sur Fourvière depuis les quais de Saône

Du nord au sud de Lyon, la Saône puis le Rhône longent les derniers contreforts du Massif central. Ce qu'on appelle la colline de Fourvière est en réalité un alignement qui domine la Saône depuis Vaise jusqu'au confluent, avec un dénivelé atteignant jusqu'à 120 mètres, son altitude absolue étant de 318 mètres au point culminant, le fort de Sainte-Foy — mais 287 mètres sur le parvis de la basilique. Elle comporte, du nord au sud, les quartiers de Loyasse, la Sarra, Fourvière, Saint-Just, Saint-Irénée, et se poursuit plus au sud sur la commune de Sainte-Foy-lès-Lyon.
La Saône la contourne à son pied, enserrant en son centre le quartier médiéval et Renaissance du Vieux Lyon, centre historique de la ville.
Du sommet de la colline se dégage la vue sur les jardins du Rosaire, le Vieux Lyon ; au-delà de la Saône, la Presqu'île et ses quartiers centraux dont le plateau de la Croix-Rousse, les Terreaux, les Cordeliers, Bellecour, Ainay et la partie nord de Perrache ; au-delà du Rhône tous les quartiers est de la ville dont les Brotteaux, la Part-Dieu, la Guillotière, Montchat, Mermoz, Gerland et Monplaisir notamment. Au-delà du périphérique lyonnais, on aperçoit sa banlieue, le Groupama Stadium (Décines-Charpieu), le viaduc ferroviaire de la Côtière de la ligne LGV Rhône-Alpes, les plaines du Dauphiné laissent la vue aller jusqu'au Bugey avec les 4 tours aéroréfrigérantes de la centrale nucléaire du Bugey et leur panache blanc, à la Chartreuse, et aux Alpes. Par ciel dégagé, le mont Blanc, situé à 160 km, est visible.
Cette position géographique a son revers : l'accès à Fourvière depuis le Vieux-Lyon se fait par des voies très raides et peu nombreuses (montée Saint-Barthélémy, montée du Chemin-Neuf, montée de Choulans, montée des Épies). La plus ancienne est la montée du Gourguillon. On accède aussi à la colline par des escaliers qui offrent des vues sur la ville (montée des Chazeaux avec une vue sur le quartier de Saint-Jean et sa cathédrale Saint-Jean, montée du Garillan, montée du Change).
Ce site est desservi par les stations de funiculaire Fourvière, Minimes - Théâtres Romains et Saint-Just. Ces funiculaires ont le surnom local de « ficelles ».

Vue de la Basilique et de la tour métallique depuis la tour Part-Dieu.

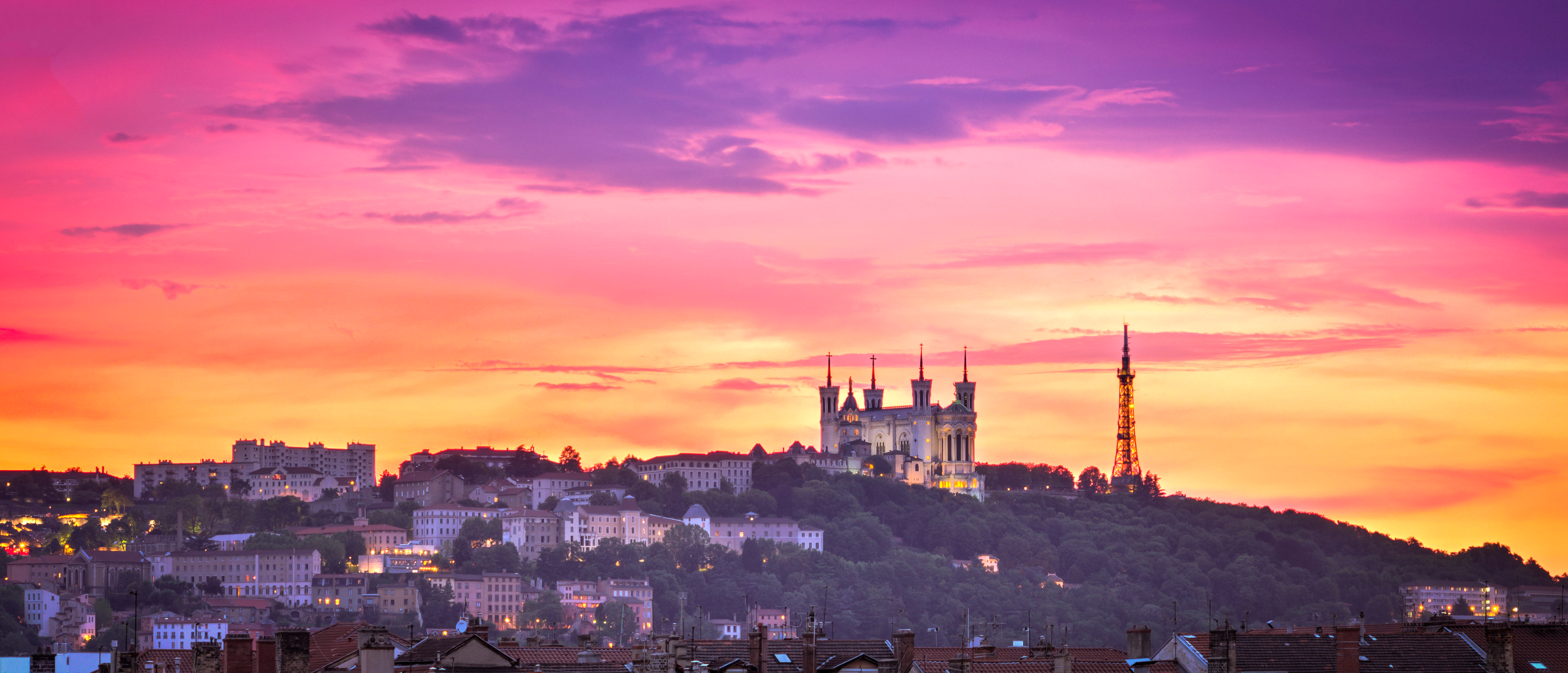
Les Romains l'avaient nommée Lugdunum « colline de la Lumière ».

## Histoire

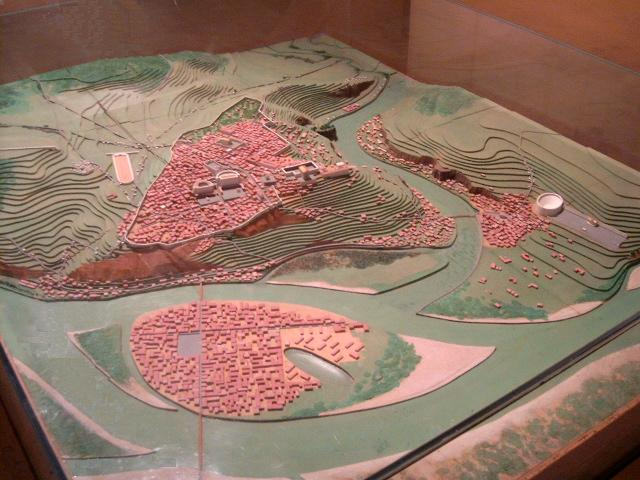
Maquette de la cité gallo-romaine de Lugdunum (Musée gallo-romain de Fourvière) : la colline de Fourvière était le cœur de la capitale des Gaules

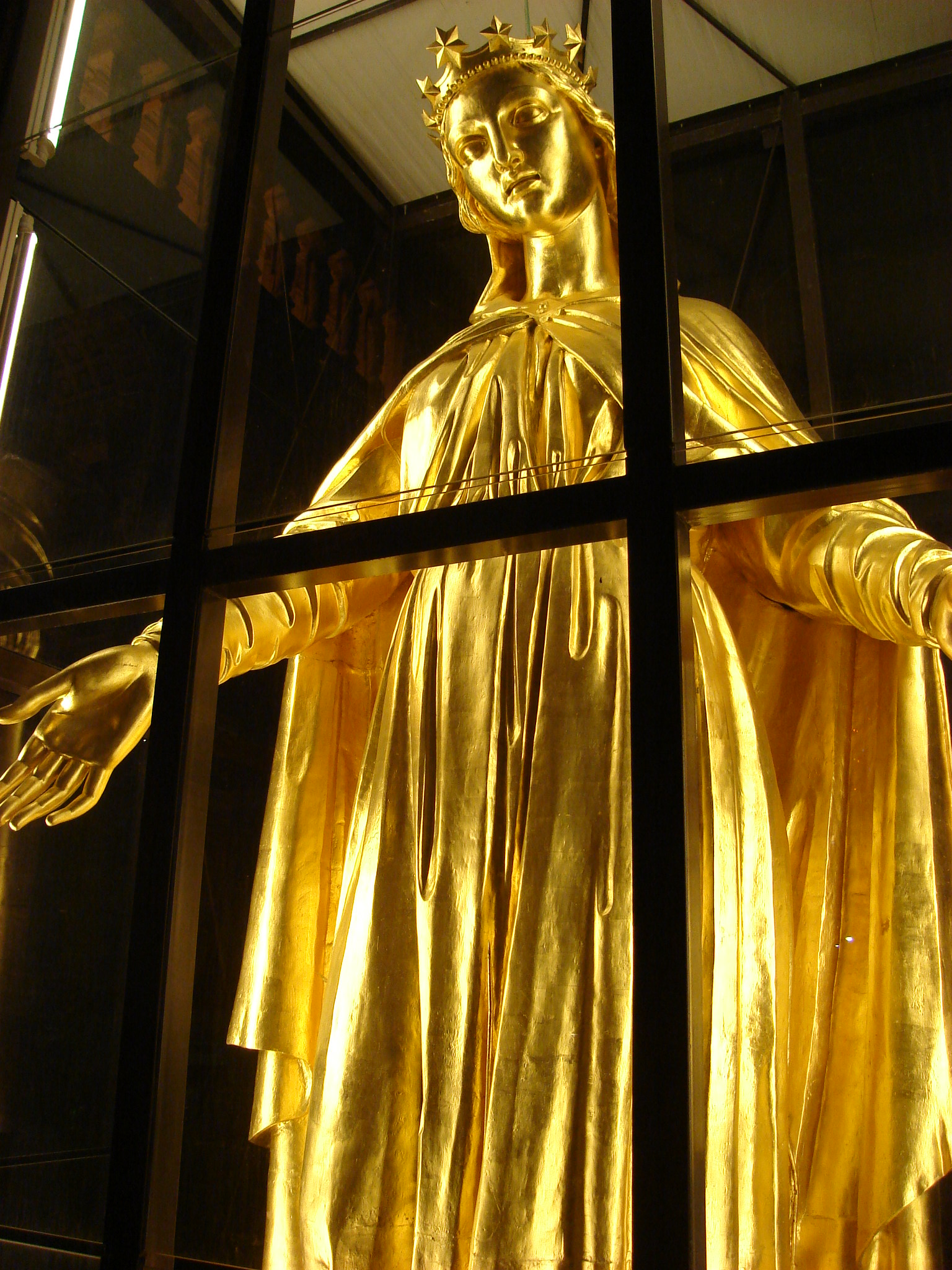
La Vierge dorée de Fourvière

Fourvière était un important pôle d'activité à la fin de l'âge du fer. Devenue lieu de rassemblement et de culte, elle a certainement vu l'établissement d'une agglomération gauloise, même si on n'y a pas trouvé d'objets témoins d'habitats comme il en existe sur d'autres sites gaulois contemporains de la région : un murus gallicus découvert en 2014 en est une première preuve.
En 43 av. J.-C., les Romains fondent Lugdunum sur le sommet de la colline, qui devient la Capitale de la Gaule Romaine en -27. Le parvis de la basilique est l'endroit où se dressait le « Forum », plus tard appelé « Vieux Forum » – Forum vetere en latin, d’où l’évolution du nom en Forviére en parler francoprovençal lyonnais, francisé en Fourvière au fil des siècles et de l’introduction de la langue d’oïl dans la société lyonnaise. La colline est désertée au Moyen-Âge, tandis que les monuments romains sont exploités comme carrières de pierres de taille et de pierre à chaux. Une partie du forum s'écroule au IXe siècle à la suite d'un glissement de terrain.
Le plan scénographique de Lyon datant du milieu du XVIe siècle, et les plans des siècles suivants montrent une colline pratiquement dépourvue de constructions et laissée aux cultures et aux vignes. De nombreux ordres religieux s'implantent sur le plateau et les pentes de Fourvière.
L'actuelle basilique est bâtie de 1872 à 1884 sur l'ancien forum, cœur de la cité romaine.
D'autres glissements de terrain ont lieu plus récemment, dont le plus tragique, l'effondrement de la rue Tramassac fait près de 40 morts en 1930. La cause en est l'eau d'infiltration, due à l'existence d'une hydrographie souterraine importante dans la colline.

## Vitraux
Le vœu des échevins a permis de doter l'ancienne chapelle d'un vitrail réalisé par Lucien Bégule en 1882, commandé par Bossan. Les vitraux de l'église haute ont été commandés à un autre verrier par Sainte-Marie Perrin successeur de Bossan. Dans la crypte, les cinq vitraux sont de Lucien Bégule en 1885.

## Curiosités
La « colline qui prie » possède de nombreux vestiges archéologique et religieux :
- Site archéologique du théâtre antique, de l'odéon antique, et du pseudo temple de Cybèle
- Le musée de la civilisation gallo-romaine
- Les mausolées romains de Lyon (tombeau de Turpio), les dernières arcades de l'aqueduc du Gier et les thermes de la rue des Farges et la fontaine de Cybèle
- La basilique Notre-Dame de Fourvière édifiée au XIXe siècle par Pierre Bossan
- La chapelle Saint-Thomas (XVIIIe siècle)
- Le musée d'Art Religieux de Fourvière, le siège de l'archevêché
- La tour métallique de Fourvière, « la petite tour Eiffel » illuminée la nuit par Yann Kersalé
- L'ancien scolasticat jésuite, le théologat de Fourvière, aujourd'hui Conservatoire de Lyon.
- L'ancien Hôpital de l'Antiquaille qui abrite notamment L'Espace Culturel du Christianisme à Lyon ou autrement appelé l'Antiquaille où l'on peut voir le « Caveau de Saint Pothin » et la crypte des mosaïques (réalisées à la fin du XIXe siècle)
- L'Hôpital de Fourvière avec sa chapelle.
- L'ancien séminaire de Saint-Just (aujourd'hui reconverti en lycée public)
- Les vestiges archéologiques de la Basilique Saint-Just (IVe ou Ve siècle)
- L'église Saint-Just du XVIe siècle
- L'église Saint-Irénée, une des plus anciennes de France (crypte de l'époque carolingienne)
- Les jardins du Rosaire situés en contrebas de la basilique
- Le parc des hauteurs avec la passerelle des Quatre-Vents[10]
- La montée du Gourguillon relie Saint-Just à Saint-Jean. C'est une des plus anciennes rues de Lyon avec ses pavés, ses maisons médiévales du XVe siècle dont les fenêtres sont ornées d'animaux. Des maisons à pans de bois, très rares à Lyon, sont visibles dans l'impasse Turquet, une rue perpendiculaire au Gourguillon. La ruelle s'appelle au Moyen Âge « Beauregard » en raison de la vue qu'elle offre sur Lyon
- Le jardin des Curiosités, parc offert par la ville de Montréal qui ouvre sur un panorama de Lyon
- Le murus gallicus, vestige de l'occupation gauloise de Lugdunum et seul tronçon connu du rempart romain (aujourd'hui enfoui sous une résidence universitaire)

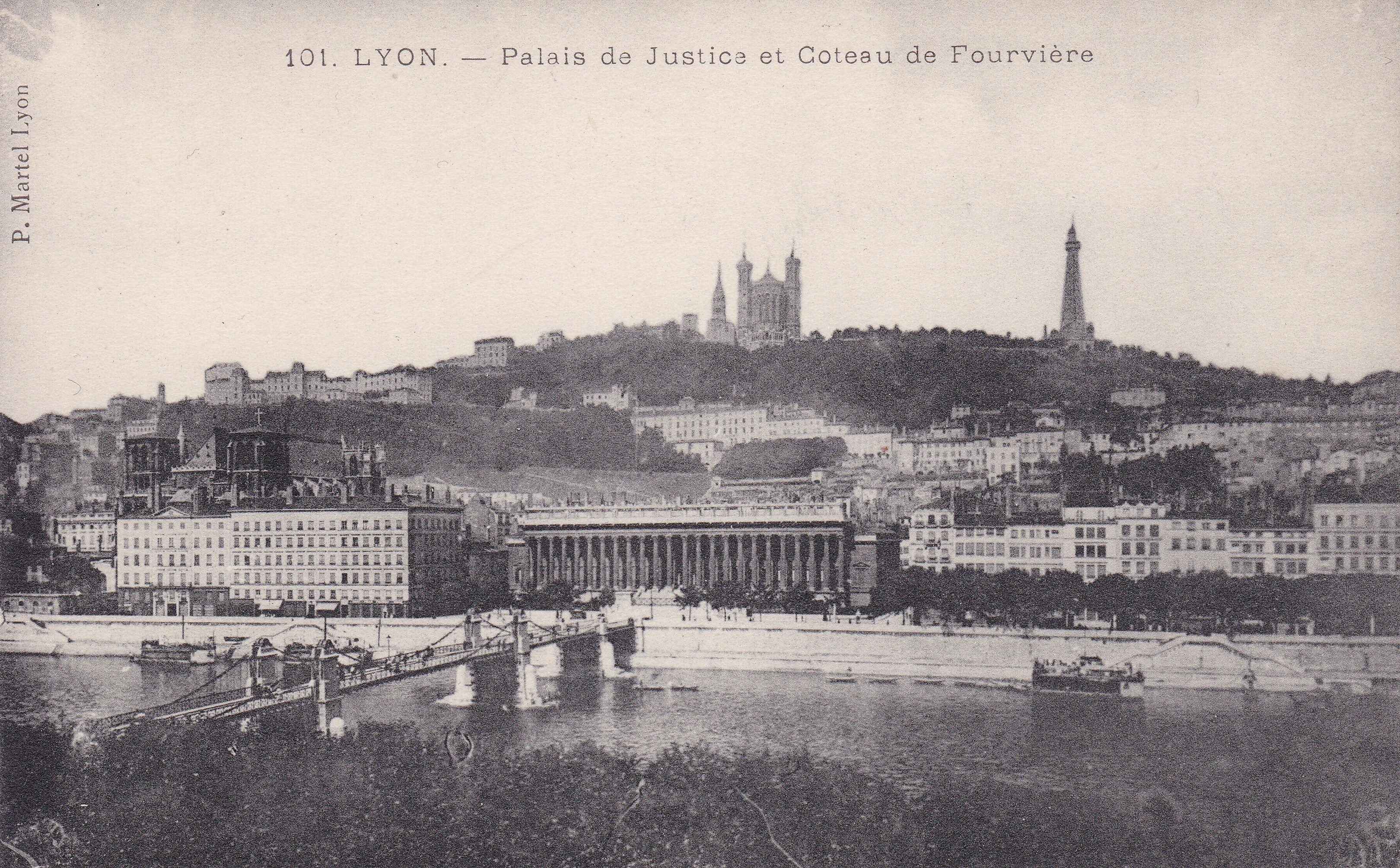
Vue sur la colline de Fourvière au début du XXe siècle.
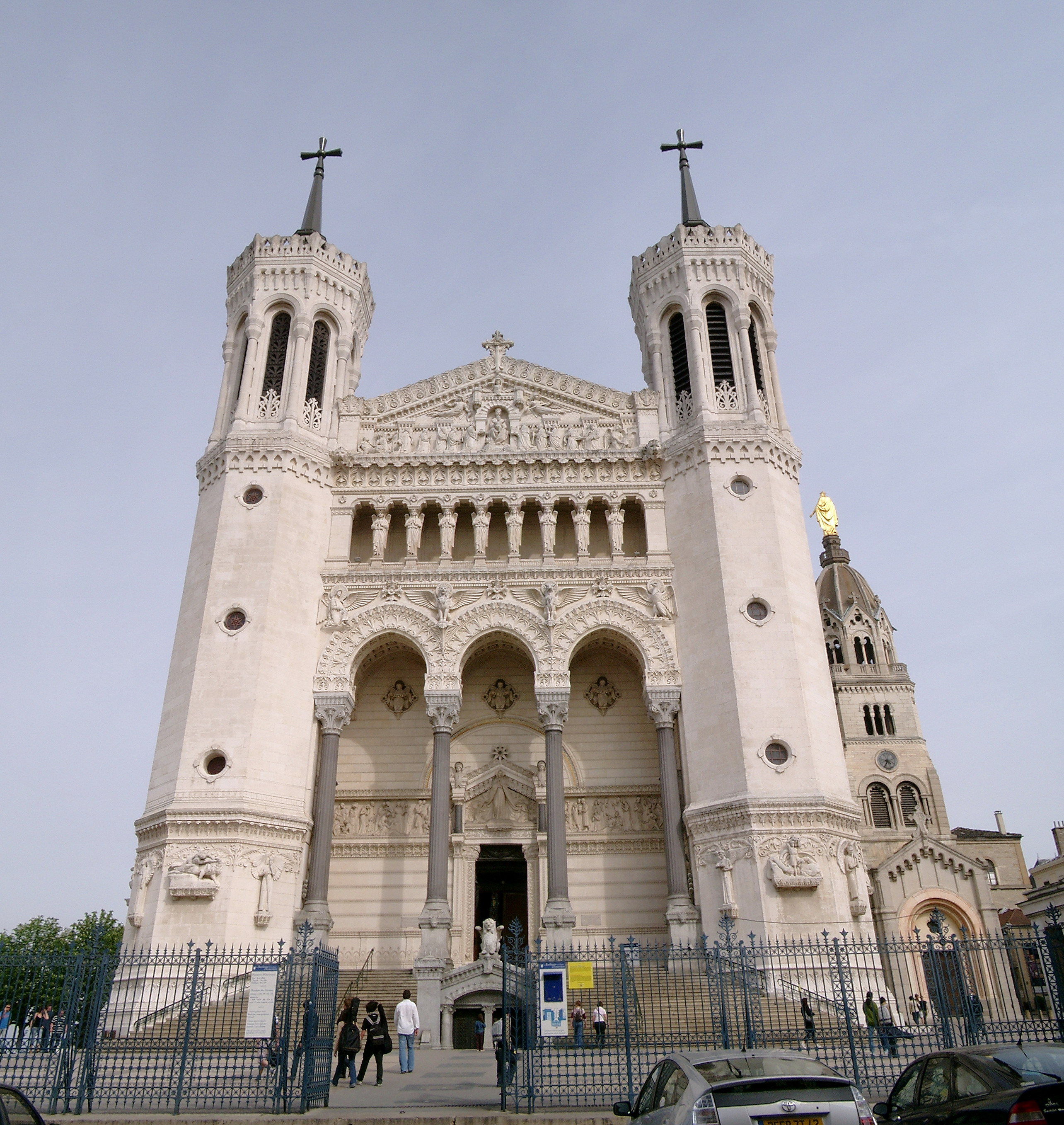
La basilique Notre-Dame de Fourvière et la chapelle Saint-Thomas à droite.
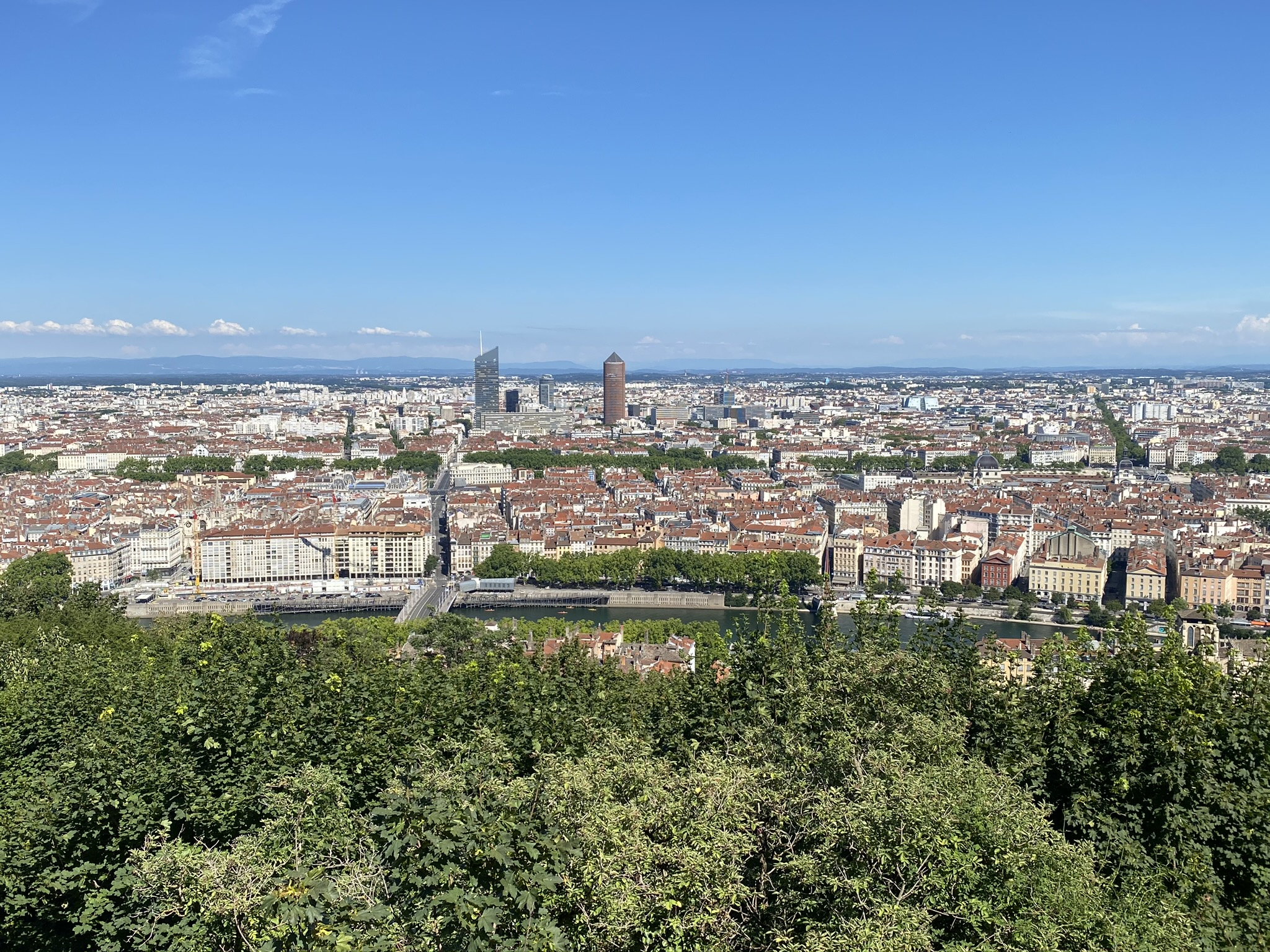
Panorama sur Lyon depuis la basilique.
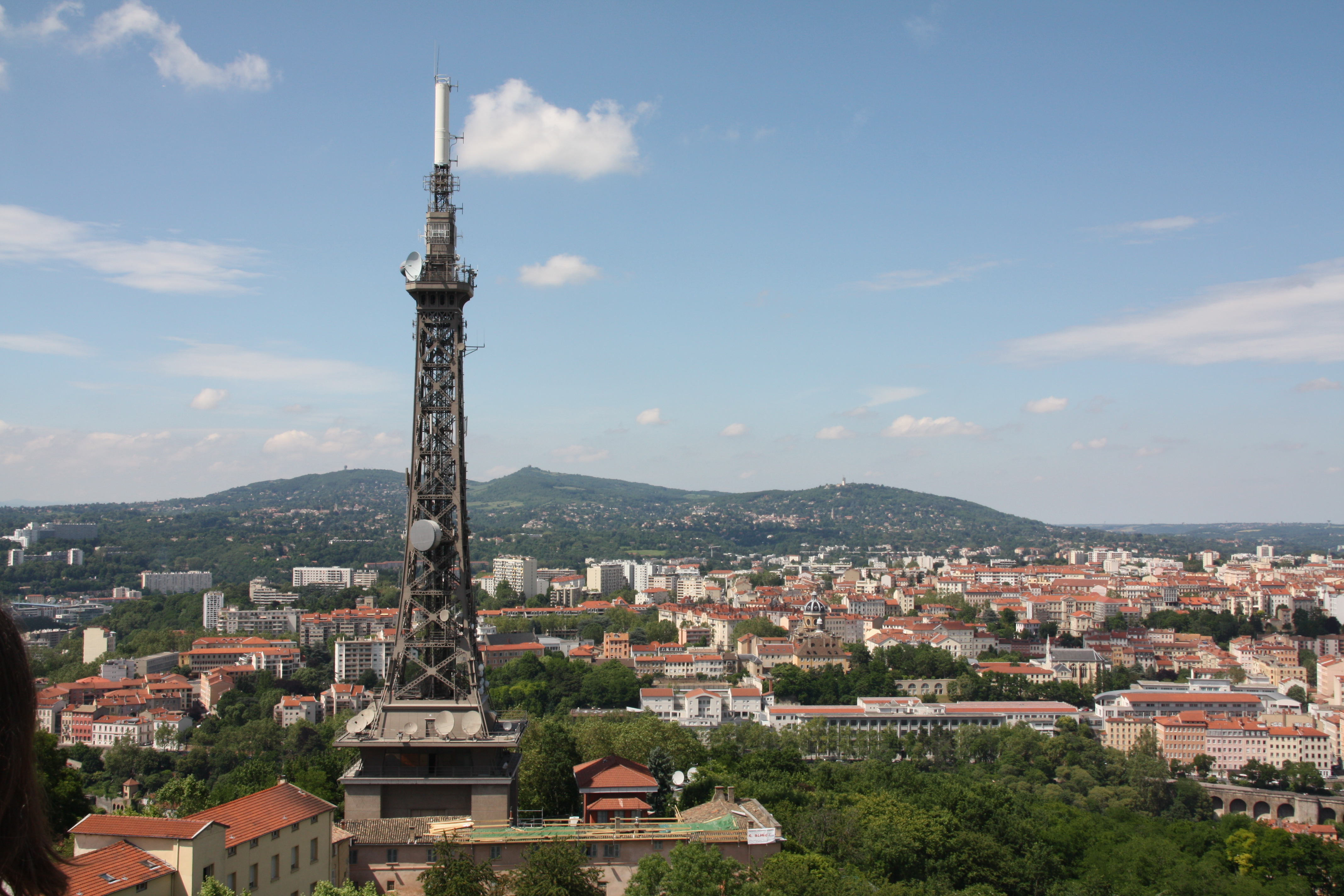
La tour métallique de Fourvière.
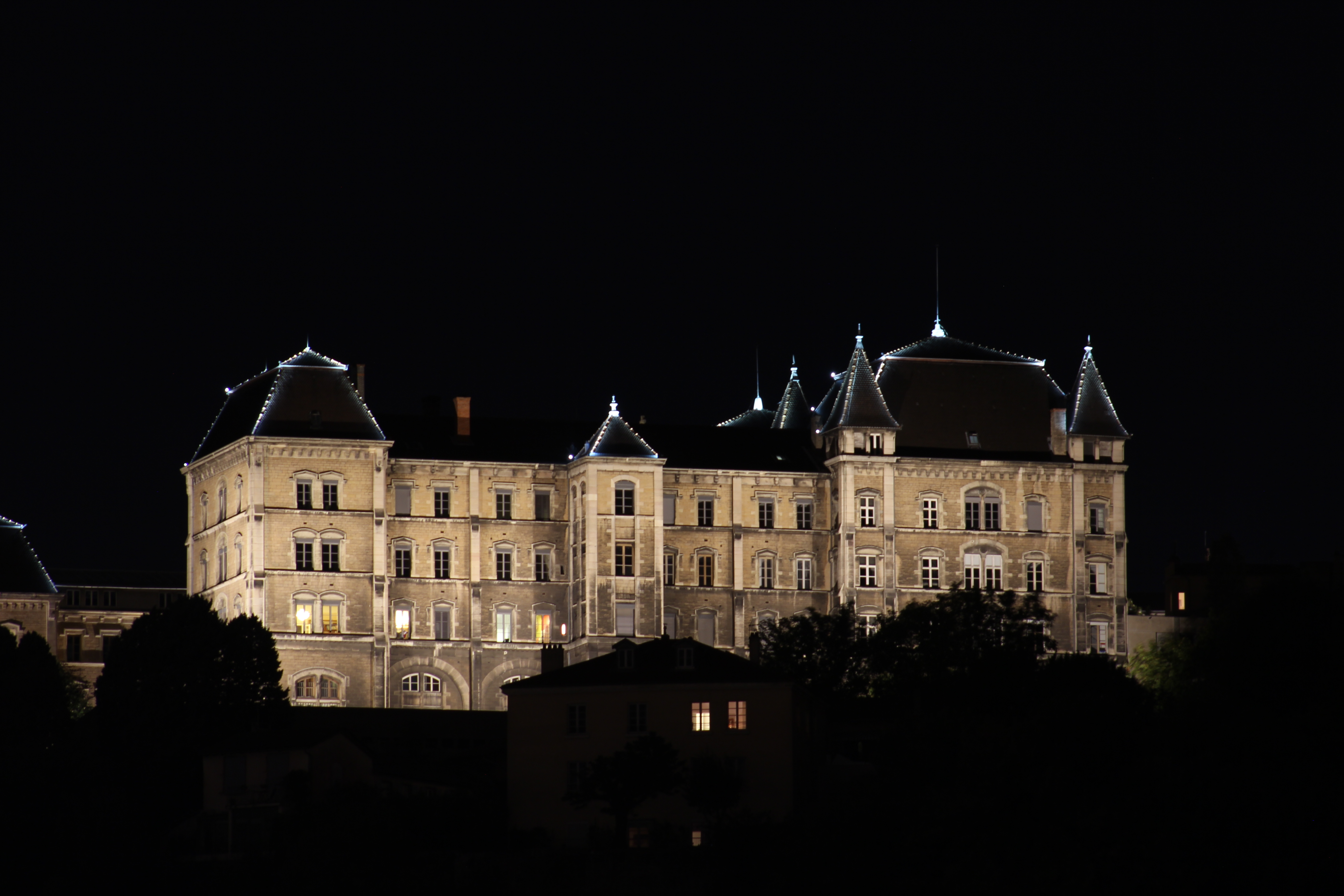
Le lycée Saint-Just de nuit.
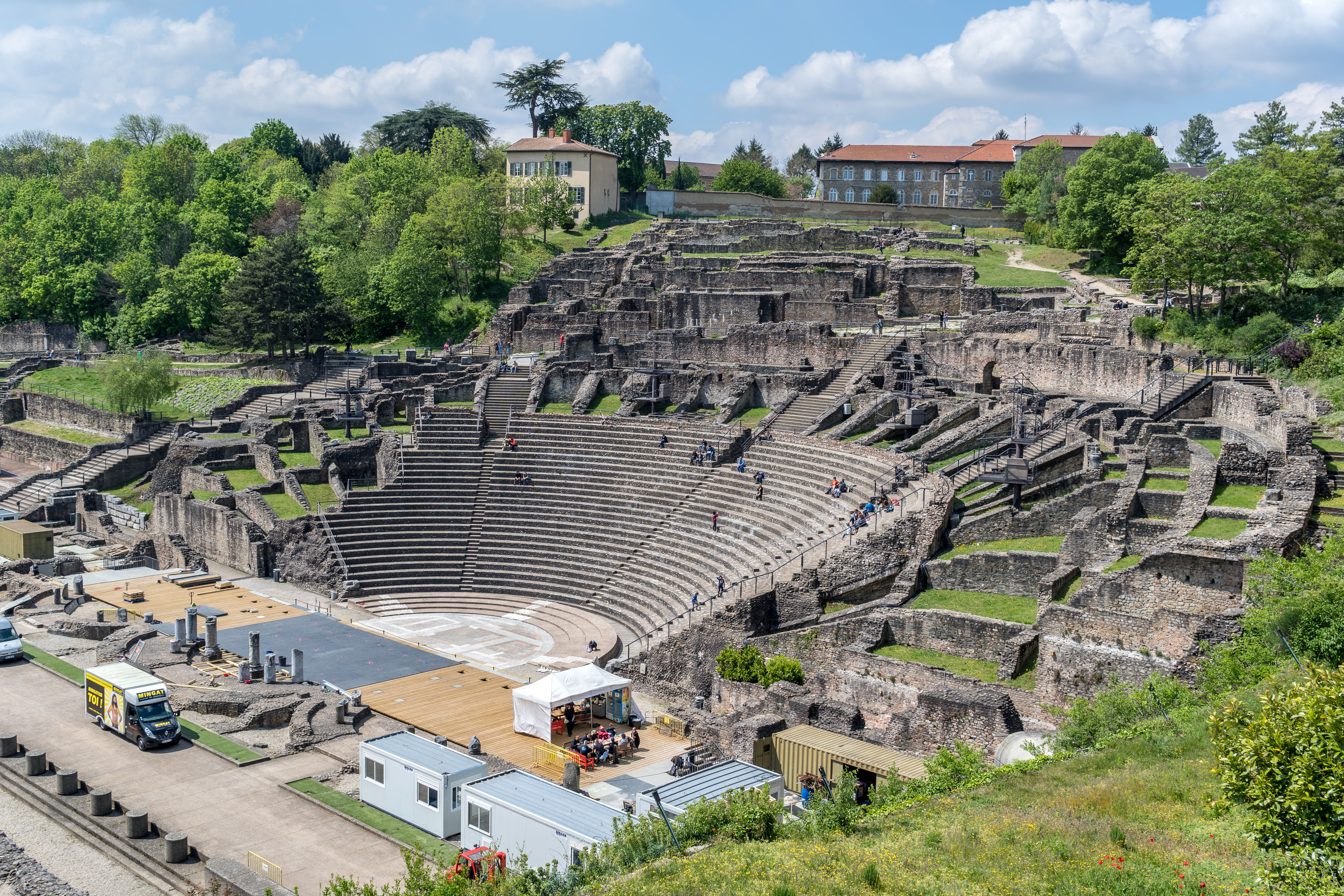
Théâtre antique de Fourvière
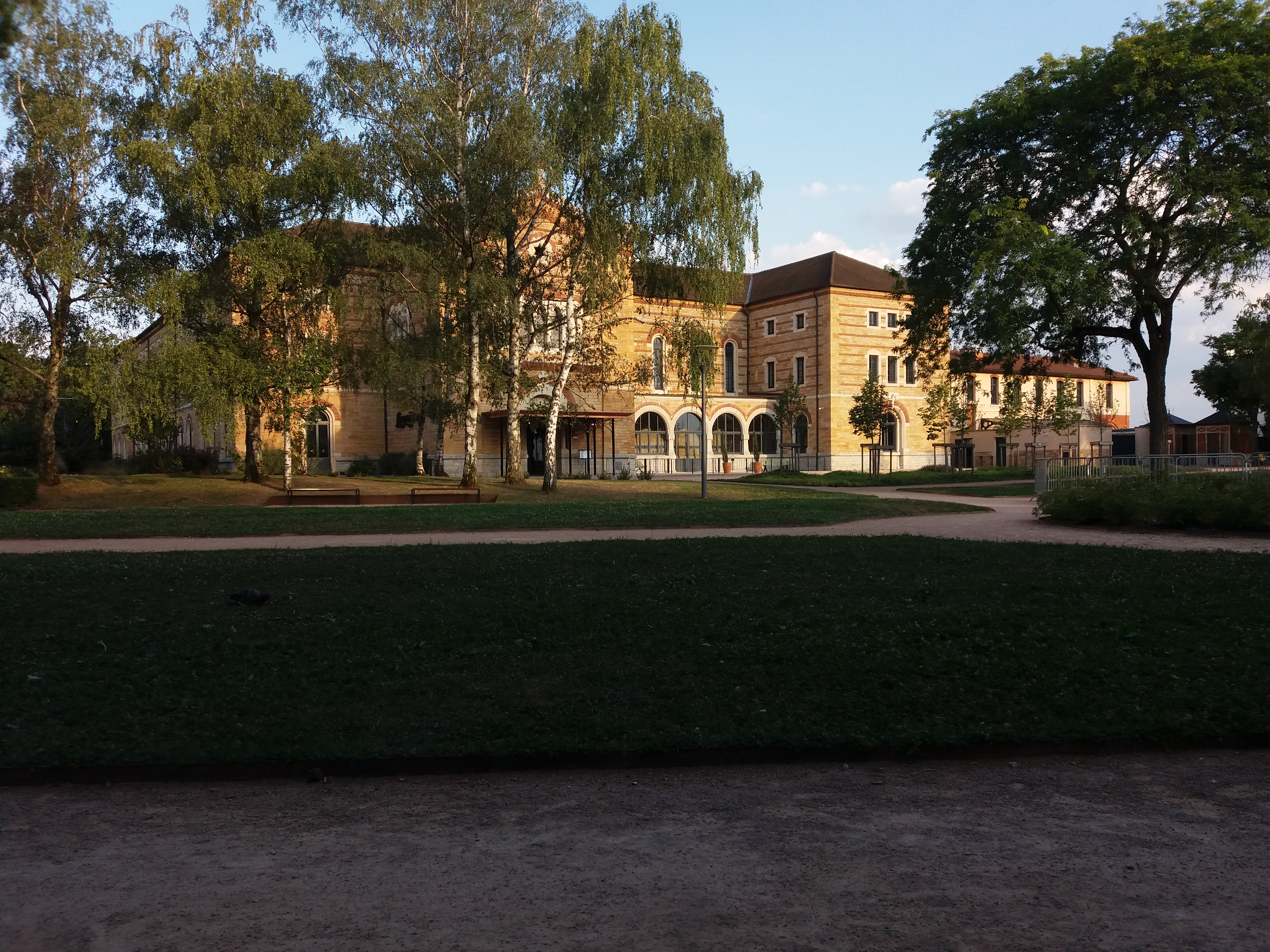
Jardin de la Visitation et l'hôtel Fourvière.
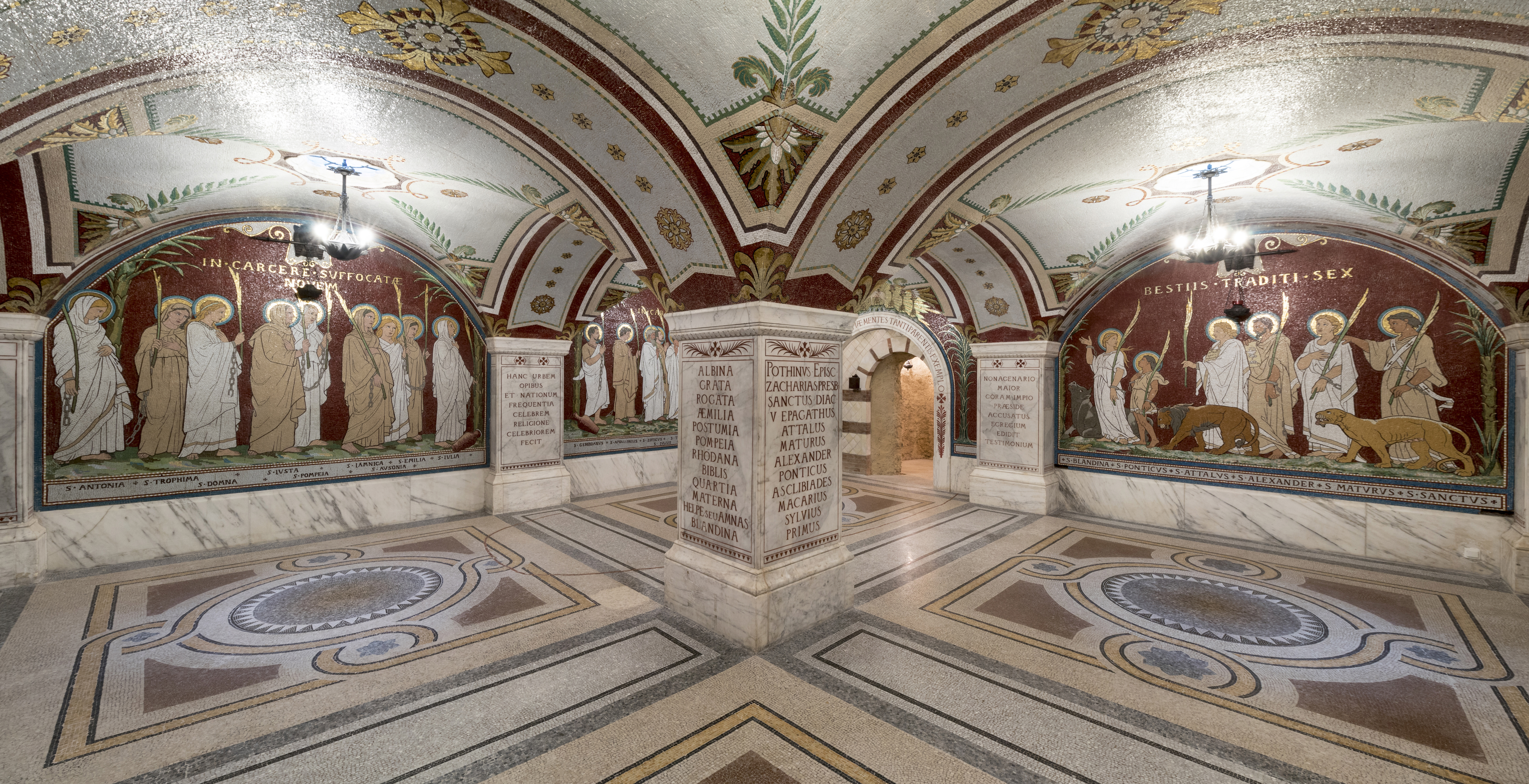
Crypte et cachot de St Pothin au sein de l'Espace Culturel du Christianisme à Lyon.

## Tunnels
La colline est traversée par quatre tunnels :
- le tunnel ferroviaire de Saint-Irénée (2 109 mètres), entre la gare de Lyon-Vaise et celle de Lyon-Perrache, sur la ligne de Paris-Lyon à Marseille-Saint-Charles ;
- le tunnel ferroviaire de Loyasse entre les gares de Lyon-Saint-Paul à Gorge-de-Loup, sur la ligne de Lyon-Saint-Paul à Montbrison ;
- le tunnel routier dit de Fourvière, de Perrache à Tassin, sur la route métropolitaine M6 (ex autoroute A6) ;
- le tunnel de la ligne D du métro, de Saint-Jean à Vaise.

Deux galeries ferroviaires y montent, toutes deux au départ de Vieux Lyon, Cathédrale Saint-Jean :
- le funiculaire F1 Saint-Jean - Minimes - Saint-Just, dont l'arrêt intermédiaire dessert le théâtre antique et le musée gallo-romain ;
- le funiculaire F2 Saint-Jean - Fourvière, aussi appelé la ficelle, qui arrive sur l'esplanade de la basilique.

Une autre « ficelle » montait de Saint-Paul à Fourvière, mais elle a été abandonnée.

## Événements

### Festivals en lien avec la lumière

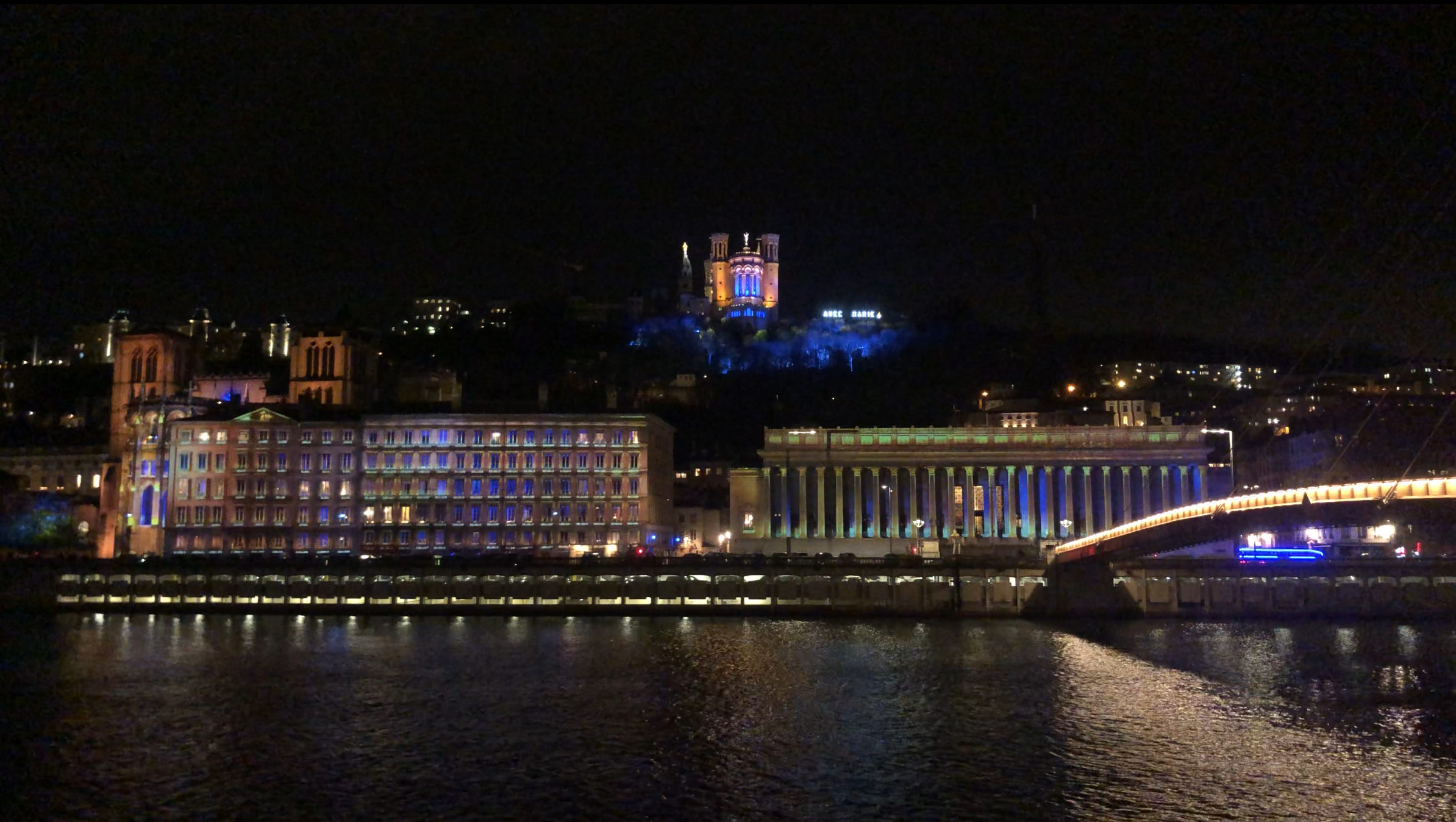
La colline et le quai Romain-Rolland lors de l’édition 2020 de la Fête des Lumières.

#### Fête des Lumières
La colline est généralement le décor d’œuvres artistiques lors de la Fête des Lumières, composées de projections et de faisceaux lumineux. Ces projets sont habituellement mis en lien avec les façades du quai Romain-Rolland dans le centre-ville de Lyon.

#### La Région des Lumières
A partir de 2021, le festival « La Région des Lumières », organisé par la région Auvergne-Rhône-Alpes, s’installe sur la colline au mois de décembre : la basilique accueille des projections lumineuses sur la façade de son parvis, tandis que l’esplanade latérale est le lieu d’exposition d’objets lumineux. 
En 2024, après plusieurs années de rivalité entre la mairie de Lyon et la région, ce projet est finalement intégré au programme de la Fête des Lumières.

### Feux d’artifice

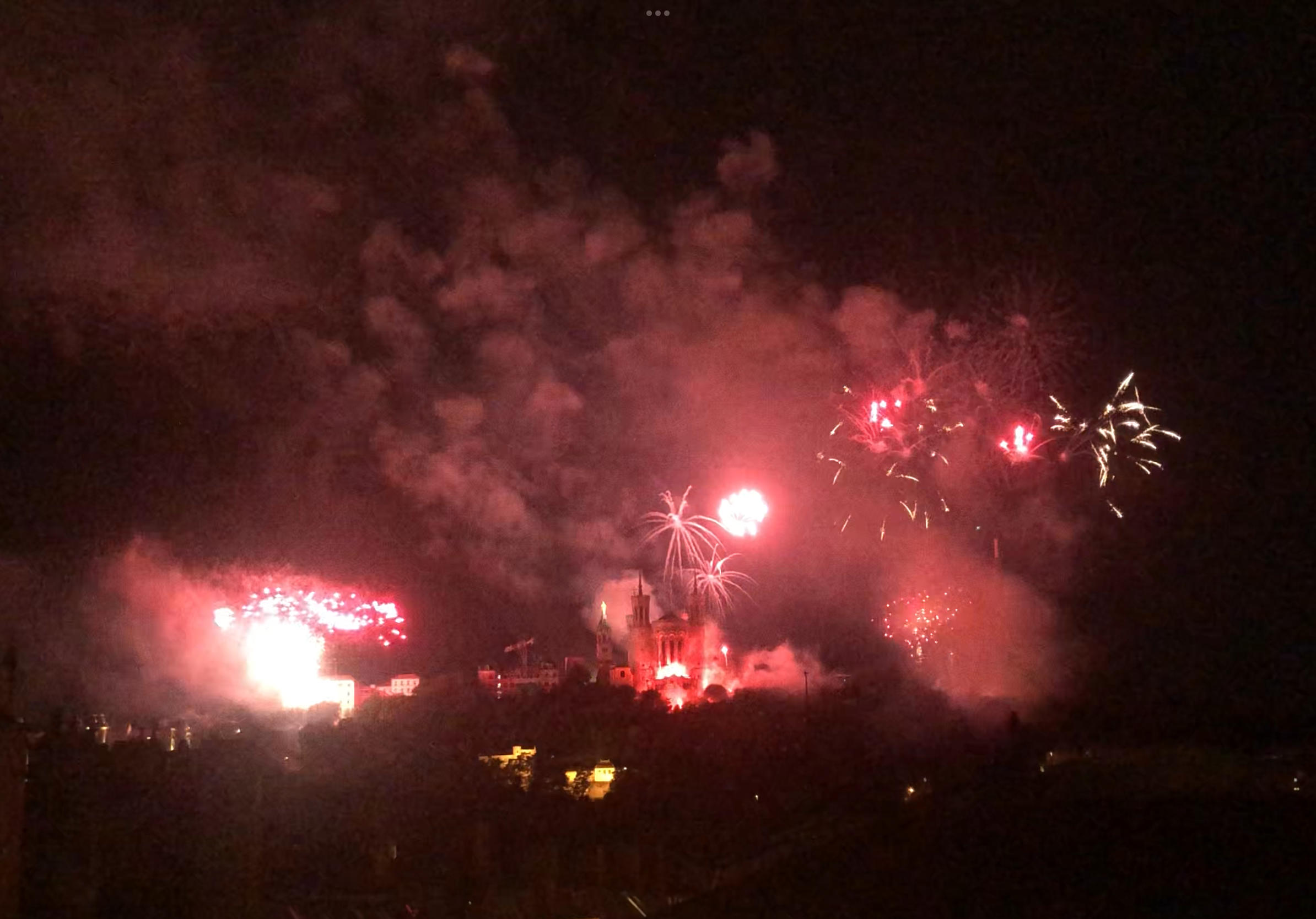
Le feu d’artifice du 14-Juillet 2021 de Lyon, tiré sur la colline.

#### Feu d’artifice du 14-Juillet
A l’occasion de la fête nationale française du 14 juillet, le feu d'artifice de la ville de Lyon est tiré depuis la colline. Il utilise habituellement les abords et l’arrière de la basilique comme lieux de tir pendant une vingtaine de minutes.

#### Feu d’allumage du «Merci Marie»
Chaque année, aux alentours du 1er décembre, l’allumage du slogan « Merci Marie » écrit sur la colline est marqué par un petit feu d’artifice, d’une durée de quelques minutes.